# Абделхаким Амир
Абделхаким Амир (арап. محمد عبد الحكيم عامر‎; Самалут, 11. децембар 1919 — 14. септембар 1967) је био египатски генерал и политички вођа. Године 1939. одлази на војну академију у Каиру. 
Учествовао је у рату 1948, 1956. и 1967. године. Када је египатска војска поражена у Шестодневном рату, смењен је са свих функција и послан у превремену пензију. 14. септембра 1967. узео је отров да не би морао на суђење. Сахрањен је са свим војним почастима. 
Абделхаким Амир је проглашен Херојем Совјетског Савеза 13. маја 1964. године.